# Das große Rätselrennen
Das große Rätselrennen gilt als Deutschlands schwerstes Rätsel. Es wurde von 1990 bis 2007 jährlich im SZ-Magazin der Süddeutschen Zeitung veröffentlicht. Die Fragen entstammten verschiedenen Themengebieten und gehörten unterschiedlichen Rätseltypen an.
Autoren des großen Rätselrennens waren von 1990 bis 1994 CUS und MZ (Pseudonyme). Das Rätselrennen 1995 stammt von MZ. Von 1996 bis zur Einstellung war CUS alleiniger Autor.

## Charakter
Die 24 Fragen (bis 2005: 36 Fragen) des Rätselrennens wurden in zwei (anfangs drei) Ausgaben des SZ-Magazins veröffentlicht. Aus den Lösungen war eine Gesamtlösung zu ermitteln. Auch die Einsendeadresse war durch die Fragen erst zu ermitteln.
Start war in der Regel Anfang August. 22/15 Tage nach dem Erscheinen der ersten Fragen war Einsendeschluss. 
Die Einsender der richtigen Gesamtlösung erhalten eine Urkunde. In den letzten Jahren betrug die Zahl der korrekten Gesamtlösungen meist zwischen 300 und 400.
Anzahl der richtigen Einsendungen ab 2001:
|  |

| Jahr | Anzahl |
| ---- | ------ |
| 2001 | 419    |
| 2002 | 362    |
| 2003 | 396    |
| 2004 | 297    |

| Jahr | Anzahl |
| ---- | ------ |
| 2005 | 307    |
| 2006 | 329    |
| 2007 | 310    |

Der Gewinner des Hauptpreises wurde in einem Finale in einer Art Schnitzeljagd ermittelt. 
Finalteilnehmer waren fünf Teilnehmer, die unter den Einsendern mit der richtigen Lösung ausgelost wurden. Die genauen Regeln zur Auslosung (z. B. Bevorzugung von „Früheinsendern“) variierten. Einen zusätzlichen Startplatz erhielt in den Jahren 1999 bis 2005 der schnellste Löser von Internet-Zusatzfragen.
Am 28. Januar 2008 wurde bekannt, dass das Rätselrennen im Jahre 2008 nicht stattfindet und somit die Ära des Rätselrennens zu Ende geht.